# Autostrada A4/A5 (Włochy)
Autostrada A4/A5 – łącznik autostradowy we Włoszech. Łączy Autostradę A5 z Autostradą A4, a w dalszej perspektywie dzięki  trasie A4/A26 także z Genuą i centrum kraju. Arteria jest częścią drogi E25 biegnącej z Holandii do Palermo.